# Arachis sylvestris
Arachis sylvestris là một loài thực vật có hoa trong họ Đậu. Loài này được (A.Chev.) A.Chev. miêu tả khoa học đầu tiên.